# 마콰와지사향땃쥐
마콰와지사향땃쥐(Crocidura maquassiensis)는 땃쥐과에 속하는 포유류의 일종이다. 남아프리카공화국과 에스와티니, 짐바브웨에서 발견된다. 자연 서식지는 암반 지역이다.